# Neorumia
Neorumia là một chi bướm đêm thuộc họ Geometridae.